# Mohamed Darwish
Mohamed Osama Ali Darwish (Bisan, 20 febbraio 1997) è un calciatore palestinese, attaccante del Düsseldorf.

## Carriera

### Club
Ha giocato nella prima divisione kosovara.

### Nazionale
Ha giocato nella nazionale palestinese Under-23.
Il 15 gennaio 2020 ha esordito con la nazionale maggiore palestinese giocando l'incontro vinto 0-2 contro il Bangladesh, valido per la Bangabandhu Cup 2020.

## Statistiche

### Cronologia presenze e reti in nazionale
| Cronologia completa delle presenze e delle reti in nazionale ― Palestina | Cronologia completa delle presenze e delle reti in nazionale ― Palestina | Cronologia completa delle presenze e delle reti in nazionale ― Palestina | Cronologia completa delle presenze e delle reti in nazionale ― Palestina | Cronologia completa delle presenze e delle reti in nazionale ― Palestina | Cronologia completa delle presenze e delle reti in nazionale ― Palestina | Cronologia completa delle presenze e delle reti in nazionale ― Palestina | Cronologia completa delle presenze e delle reti in nazionale ― Palestina |
| Data                                                                     | Città                                                                    | In casa                                                                  | Risultato                                                                | Ospiti                                                                   | Competizione                                                             | Reti                                                                     | Note                                                                     |
| ------------------------------------------------------------------------ | ------------------------------------------------------------------------ | ------------------------------------------------------------------------ | ------------------------------------------------------------------------ | ------------------------------------------------------------------------ | ------------------------------------------------------------------------ | ------------------------------------------------------------------------ | ------------------------------------------------------------------------ |
| 15-1-2020                                                                | Dacca                                                                    | Bangladesh                                                               | 0 – 2                                                                    | Palestina                                                                | Bangabandhu Cup 2020 - 1º turno                                          | -                                                                        | 73’                                                                      |
| 17-1-2020                                                                | Dacca                                                                    | Palestina                                                                | 2 – 0                                                                    | Sri Lanka                                                                | Bangabandhu Cup 2020 - 1º turno                                          | -                                                                        | 76’                                                                      |
| 22-1-2020                                                                | Dacca                                                                    | Palestina                                                                | 1 – 0                                                                    | Seychelles                                                               | Bangabandhu Cup 2020 - Semifinali                                        | -                                                                        | 88’                                                                      |
| 25-1-2020                                                                | Dacca                                                                    | Palestina                                                                | 3 – 1                                                                    | Burundi                                                                  | Bangabandhu Cup 2020 - Finale                                            | -                                                                        | 61’                                                                      |
| 3-6-2021                                                                 | Riyad                                                                    | Palestina                                                                | 4 – 0                                                                    | Singapore                                                                | Qual. Mondiali 2022                                                      | -                                                                        | 80’                                                                      |
| Totale                                                                   |                                                                          | Presenze                                                                 | 5                                                                        |                                                                          | Reti                                                                     | 0                                                                        |                                                                          |